# Isotta Fraschini

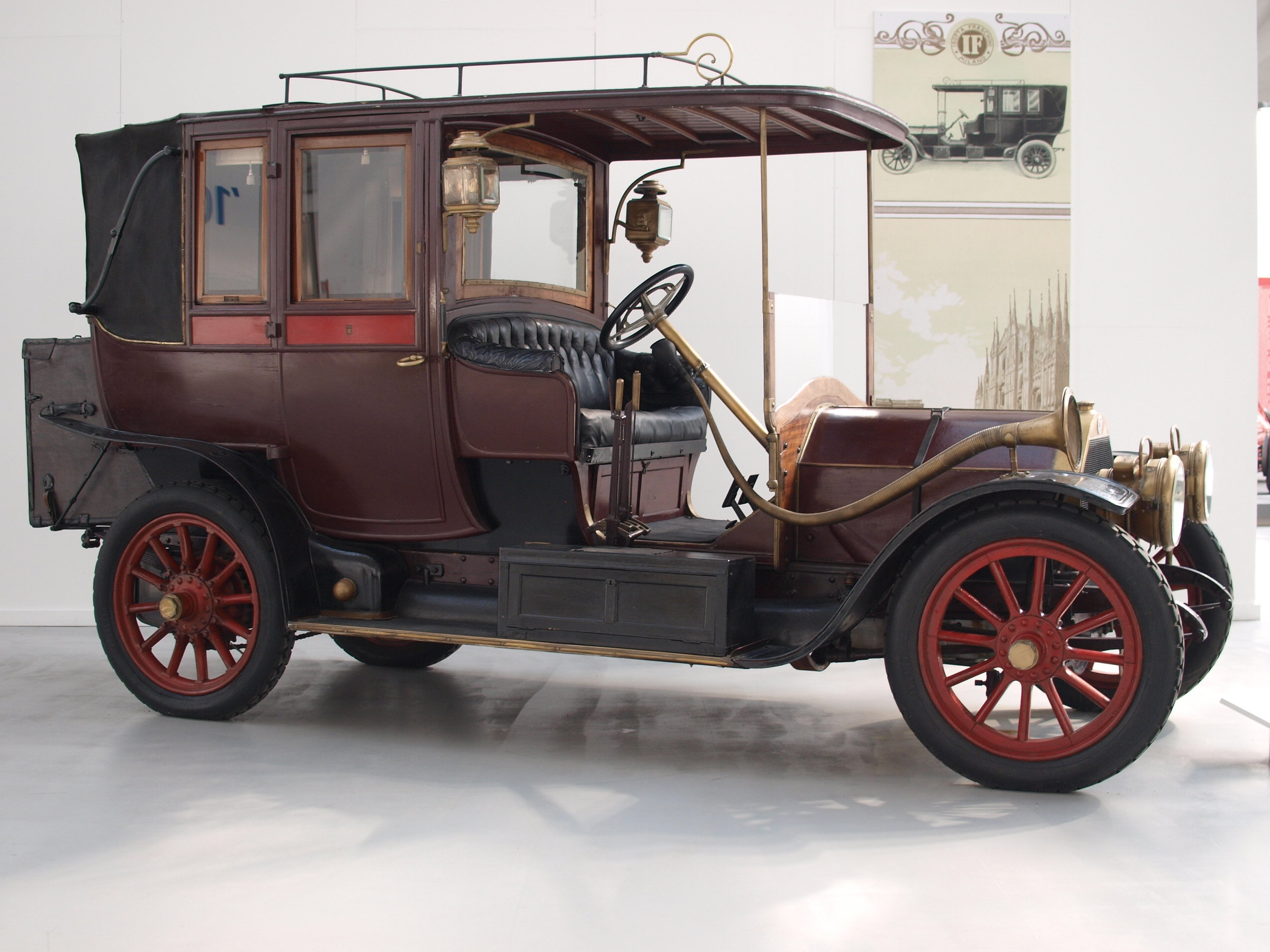
Isotta Fraschini AN 20/30 1909.

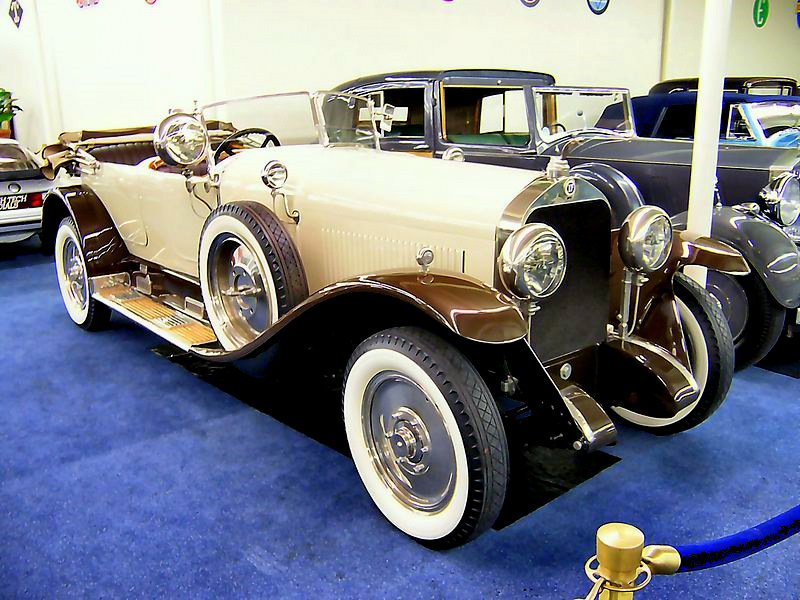
Isotta Fraschini Tipo 8 Sala Phaeton.

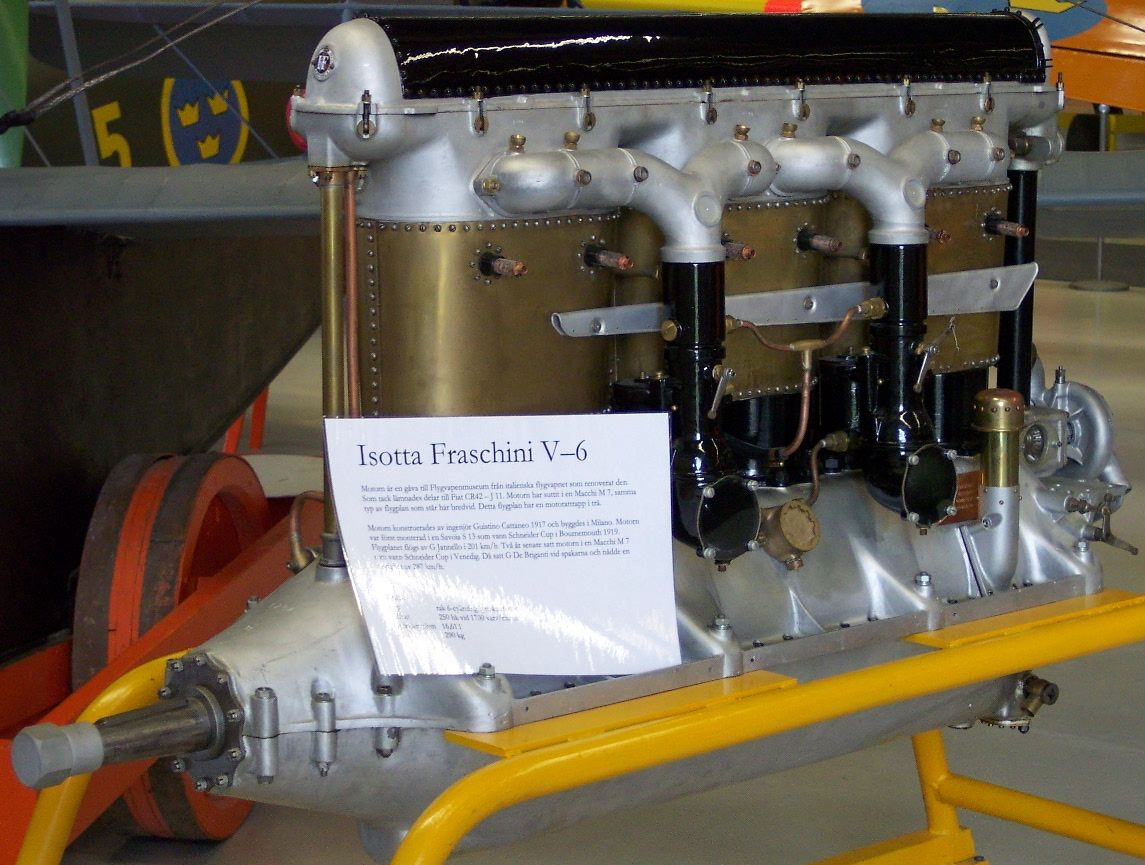
Isotta Fraschini V-6 flygmotor som trots beteckningen är en rak sexcylindrig motor.

Isotta Fraschini är ett italienskt industriföretag som tillverkade bilar mellan 1900 och 1949.
I dag producerar företaget motorer för stationärt och marint bruk.

## Biltillverkning
Cesare Isotta och Vincenzo Fraschini började importera Renault-bilar 1899. Året därpå startades tillverkning i eget namn, men bilarna bestod då av Renault-delar. Den första egna konstruktionen presenterades 1904. Isotta-Fraschinis bilar hade fyrcylindriga motorer av olika storlekar före första världskriget. De flesta hade sidventiler, men företaget var även tidigt ute med att införa toppventiler och överliggande kamaxel. Några sportmodeller hade fyra ventiler per cylinder.
1919 introducerades lyxbilen Tipo 8, den första serietillverkade raka åttan. Bilen var avsedd att köras av en anställd chaufför och var omvittnat tungkörd. Modellen var Isottas enda produkt och den vidareutvecklades till Tipo 8A och sedan Tipo 8B. Bilen gjorde succé bland dåtidens kändisar i USA under det glada 1920-talet. I Billy Wilders filmklassiker Sunset Blvd. har den bortglömda stumfilmsstjärnan ’Norma Desmond’ kvar sin Isotta-Fraschini, som framförs av hennes regissör/make/butler/chaufför.
Efterfrågan på lyxbilar försvann under den stora depressionen och 1933 lade Isotta-Fraschini ned biltillverkningen för att koncentrera sig på sin övriga produktion.
Efter andra världskriget gjorde företaget ett försök att återuppta biltillverkningen med modellen 8C Monterosa. Bilen hade svansmonterad V8-motor och pendelaxel bak. Färre än tjugo bilar byggdes fram till 1949.
1996 gjordes ännu ett försök att återuppväcka märket, vilket resulterade i en prototyp med Audi-motor.

## Motortillverkning
Isotta-Fraschini kompletterade tidigt sin tillverkning med flygmotorer och efter 1933 blev det företagets huvudprodukt. Senare under 1930-talet började man tillverka lastbilar på licens från tyska MAN.
Efter andra världskriget koncentrerade man sig på tunga motorer för rälsfordon och stationärt bruk, men även för motortorpedbåtar. Dessa motorer är bensinmotorer av W typ, det vill säga tre vinklade cylinderrader om 6 eller 4 cylindrar verkande på vevaxeln. W 18 är således 3 parallella raka 6:or och W 12 3 parallella 4:or. W 18 har en total cylindervolym på 57 liter och utvecklar ca 1650 bhp, i modern tappning.  Svenska Marinen har genom åren använt Isottas maskiner i snabbgående mindre ytattackfartyg, så kallade motortorpedbåtar (MTB) sedan 1930-talet. CRM Motori  tog över tillverkningen cirka 1960 och vidareutvecklade konceptet med först insprutning men sedan även till att omfatta W-dieselmotorer. I Sverige finns idag 4 st svenska MTB bevarade som K-märkta museifartyg. Tre av dessa har kvar sina Isotta Fraschini W18 bensinmotorer: T26, T38 och T46. Museifartyget T56 har 3 st moderna CRM dieselmotorer av W 18 typ som ger det 45 ton tunga fartyget fartresurser runt och över 50 knop.
Idag finns även ett företag i Milano som säljer handgjorda lyxartiklar under Isotta-Fraschini-namnet.